# Rachel Bendayan
Rachel Bendayan (nacida el 10 de mayo de 1980) es una política canadiense, que fue elegida para la Cámara de los Comunes de Canadá en una elección complementaria el 25 de febrero de 2019 y fue posteriormente reelegida en la elección general del octubre siguiente. El dirigente del Nuevo Partido Democrático, Tom Mulcair había dimitido de la Cámara de los Comunes en agosto de 2018, causando una elección parcial para culminar su término. Representa al distrito electoral de Outremont como miembro del Partido Liberal de Canadá, En diciembre de 2019, el Primer ministro de Canadá Justin Trudeau le pidió que fuera la secretaria parlamentaria de la ministra de la Pequeña Industria, Promoción de Exportaciones y Comercio Internacional, Mary Ng.
Anteriormente fue la candidata del Partido Liberal en Outremont en la 2015 elección federal canadiense, obteniendo el segundo lugar después de Tom Mulcair y aumentando la participación de votos del Partido Liberal por un margen significativo. Después de la elección federal de 2015, Bendayan sirvió como Jefa de Personal de Bardish Chagger, Ministra de Turismo y Pequeña Industria.

## Primeros años
Bendayan nació y se crio en una familia judía de origen marroquí. Estudió derecho en la Universidad McGill y obtuvo su grado en 2007, especializándose en derecho comercial y arbitraje internacional. 
Después de graduarse, Bendayán fue empleada por la empresa multinacional de asesoría jurídica Norton Rose Fulbright y también dio clases en la Facultad de Derecho de la Universidad de Montreal.

## Carrera política
Como miembro del Partido Liberal de Canadá, fue su candidata por primera vez en el distrito electoral de Outremont en la elección federal de Canadá de 2015, en contra de Thomas Mulcair, el dirigente de la oposición oficial. Acabó en el segundo lugar, con 33.4% de los votos. Después de las elecciones, sirvió como Jefa de Personal de Bardish Chagger, Ministra de Turismo y Pequeña Industria.
Después de la salida de Thomas Mulcair de la vida política en junio de 2018, Bendayan anunció su intención una vez más de ser la candidata del Partido Liberal en la elección complenetaria a realizarse para llenar la vacante dejada por Mulcair. Fue nominada como candidata en contra de la profesora y activista Kim Manning en diciembre de 2018, luego de una elección en la cual participaron los miembros del distrito electoral. Las elecciones fueron finalmente convocadas a tener lugar el 25 de febrero, cuando fue electa luego de obtener el 40.4% de los votos, 2.161  votos más de su adversaria más cercana, la candidata del Partido Nuevo Democrático  Julia Sánchez con 26.1%.
Bendayan fue reelecta en la elección federal de Canadá de 2019, obteniendo 46.2% de los votos y superando a su adversario más cercano por 10.829 votos. Después de este resultado, fue nominada por el primer ministro Justin Trudeau como secretaria parlamentaria al servicio de la ministra de la Pequeña Industria, Promoción de Exportaciones y Comercio Internacional, Mary Ng.

## Antisemitismo
Junto con otros candidatos judíos del Partido Liberal, Bendayan ha sido víctima de ataques antisemtitas durante la campaña para las elecciones federales canadienses de 2021, con esvásticas dibujadas encima de sus afiches de campaña política.